# Mihaela Maria Hillebrand
Mihaela Maria Hillebrand (n. 1941) este o chimistă română, membru corespondent al Academiei Române din 2014.

## Biografie
În anul 1962 a absolvit Facultatea de Chimie a Universității din București. A predat cursuri de chimie la Universitatea și Politehnica din București. Este autoarea a zeci de articole și studii de specialitate.

## Premii și distincții
- 1993 - Premiul „I. G. Murgulescu” al Academiei Române.
- 2004 - Premiul Societății de Chimie din România.[1]